# 山口女子短期大学
山口女子短期大学（やまぐちじょしたんきだいがく、英語: Yamaguchi Women's College）は、山口県山口市桜畠3-2-1に本部を置いていた日本の公立大学である。1950年に設置され、1976年に廃止された。

## 概要

### 大学全体
- 山口県山口市に所在した日本の公立短期大学で、設置主体は山口県[1]。
- 国内で最初に認可された短期大学149校[注 1]の1校として、1950年に2学科体制で開学した[2]。
- のちに学科の増設により最大で3学科[注 2]体制となる。
- 1974年度の入学生を最後に[注釈 2]、1976年に短期大学としての使命を終える[3]。

## 沿革
- 1949年
  - 10月 文部省[注釈 3]に短期大学[注 3]の設置認可に関する申請を行う[注 4]。なお、学科・専攻は以下の通りとなっている[注 5]。
    - 文学科国文学専攻 入学定員40名
    - 家政学科
      - 被服学専攻 入学定員40名
      - 食物学専攻 入学定員40名
      - 児童学専攻 入学定員40名
- 1950年
  - 3月14日 左記を以て短期大学の設置が文部省[注釈 3]より認可される[注 6]。
  - 4月1日 左記を以て山口女子短期大学が以下の学科体制にて開学する[注 7]。
    - 文学科国文学専攻→国文科 入学定員40名
    - 家政学科→家政科
      - 被服学専攻→被服専攻 入学定員40名
      - 食物学専攻→食物専攻 入学定員40名
      - 児童学専攻→児童専攻 入学定員40名
- 1954年
  - 5月1日 学生数[14]/定員
    - 国文科 84[注釈 4]/80
    - 家政科 261[注釈 4]/240
- 1957年
  - 4月1日 以下の学科を増設する[15]。
    - 保育科 入学定員40名[注 8]
- 1958年
  - 5月1日 学生数[16]/定員
    - 国文科 77[注釈 4]/80
    - 家政科 178[注釈 4]/160
    - 保育科 79[注釈 4]/80
- 1973年
  - 5月1日 学生数[17]/定員
    - 国文科 90[注釈 4]/80
    - 家政科 180[注釈 4]/160
    - 保育科 90[注釈 4]/80
- 1974年
  - 4月1日 この年度で短期大学としての学生募集を最終とする[注釈 2]。
- 1975年
  - 5月1日 学生数[18]/定員
    - 国文科 45[注釈 4]/40
    - 家政科 90[注釈 4]/80
    - 保育科 43[注釈 4]/40
- 1976年
  - 3月31日 左記をもって正式に廃止となる[3]。

## 基礎データ

### 所在地
- 山口市桜畠3-2-1[注釈 1]

### 象徴
- 山口女子短期大学のカレッジマークは右記資料を参照のこと[19]。

## 教育および研究

### 組織

#### 学科
- 国文科[注釈 5]
- 家政科
  - 被服専攻[注釈 5]
  - 食物専攻[注釈 5]
- 保育科[注釈 5]

#### 専攻科
- なし

#### 別科
- なし

#### 取得資格について
資格
- 保母：保育科にて設置されていた。
- 栄養士：家政科食物専攻にて設置されていた。

教職課程
- 中学校教諭二級免許状
  - 国語：国文科
  - 家庭：家政科
- 幼稚園教諭二級免許状：保育科
- 当初は高等学校教諭二級免許状も設けられており、国文科で（国語）家政科で（家庭）となっていた[注 9]。

### 研究
- 『山口女子短期大学研究報告』[24]
- 『山口女子短期大学研究報告 第2部 自然科学』[25]
- 『山口女子短期大学研究報告. 第1部, 人文・社会科学』[26]

## 大学関係者と組織

### 大学関係者一覧
歴代学長
- 田中晃

## 卒業後の進路について

### 就職について
- 国文科および家政科被服専攻卒業生は企業や官庁、食物専攻では病院・保健所などの栄養士、保育科では幼稚園教諭や保育施設での保育者となっていた[21]。

## 関連サイト
- 山口県立大学#沿革